# جو فرانكلين
جو فرانكلين (بالإنجليزية: Joe Franklin)‏ هو مقدم برامج إذاعية وكاتب أمريكي، ولد في 9 مارس 1926 في ذا برونكس في الولايات المتحدة، وتوفي في 24 يناير 2015 في نيويورك في الولايات المتحدة بسبب سرطان البروستاتا.

## وصلات خارجية
- جو فرانكلين على موقع IMDb (الإنجليزية)
- جو فرانكلين على موقع الموسوعة البريطانية (الإنجليزية)
- جو فرانكلين على موقع إن إن دي بي (الإنجليزية)
- جو فرانكلين على موقع قاعدة بيانات الفيلم (الإنجليزية)